# Clusia lateralis
Clusia lateralis is een vliegensoort uit de familie van de Clusiidae. De wetenschappelijke naam van de soort is voor het eerst geldig gepubliceerd in 1849 door Walker.